# 베스나 푸시치

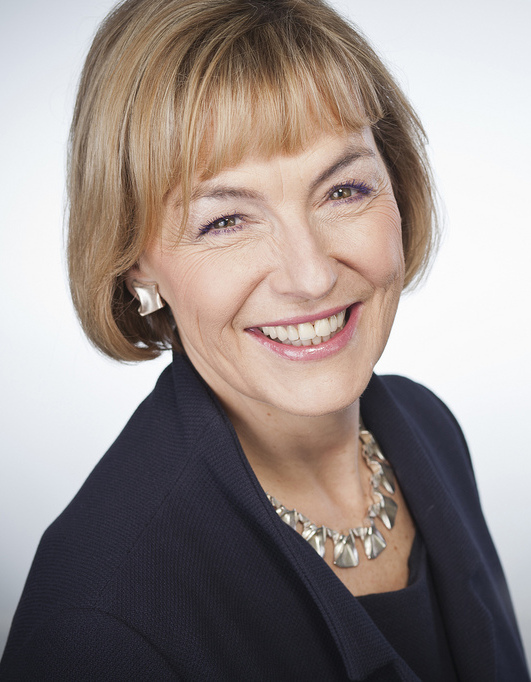
베스나 푸시치

베스나 푸시치(Vesna Pusić, 1953년 3월 25일 ~ )는 크로아티아의 정치인이다. 2011년부터 부총리와 외교부 장관을 역임하고 있다.